# Maria Borzunova
Maria Mikhàilovna Borzunova (en rus: Мария Михайловна Борзунова; nascuda el 14 de gener de 1995 a Moscou) és una periodista i videobloguera russa.

## Primers anys i formació

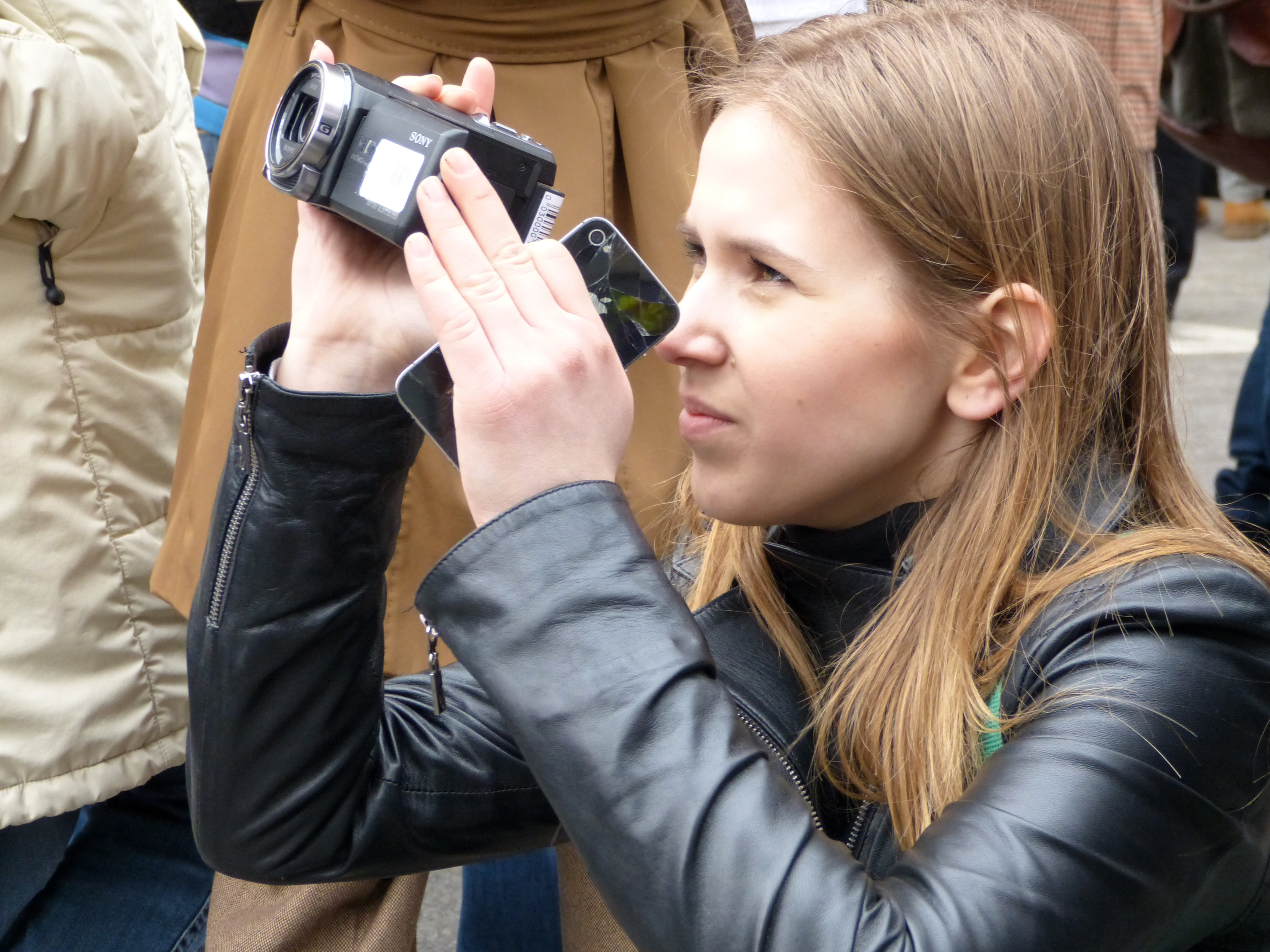
Borzunova el 2014

Nascuda a Moscou el 14 de gener de 1995, Borzunova va passar la major part de la seva infància a Podolsk. El 2012 es va graduar al Liceu núm. 23 de Podolsk i el 2016 va completar els seus estudis a la Facultat de Comunicacions, Mitjans i Disseny de l'Escola d'Estudis Avançats en Ciències Econòmiques.

## Carrera
Del 2014 al 2023, Borzunova va treballar al canal de televisió Dozhd. El 2018, es va convertir en la presentadora del programa Fake News, dedicat a exposar la desinformació difosa pels mitjans russos. Des del 2022, el programa també s'emet al canal francoalemany Arte.
El 2021, va rebre amenaces de mort del grup d'extrema dreta Mujskoie Gossudarstvo després d'entrevistar una parella homosexual.
El març de 2022, a causa del tancament de les oficines del canal Dozhd a Rússia després de l'inici de la invasió russa d'Ucraïna, ella es va traslladar a Istanbul i més tard a Riga.
L'1 d'abril de 2022, el Ministeri de Justícia rus va incloure Borzunova a la llista d'agents estrangers. Segons la periodista, el Ministeri de Justícia havia tingut en compte les transferències de 1.290 rubles del ciutadà nord-americà Evan Gershkovich i 10.270 rubles de la ciutadana bielorussa Nadine Lakhbabi, que són amics íntims d'ella, com a fonts de finançament estranger.
El febrer de 2023, Borzunova va renunciar a Dozhd. Des del 27 de febrer de 2023, Borzunova gestiona un canal de YouTube. El desembre de 2023, el canal tenia 149.000 subscriptors.

## Premis i reconeixements
El desembre de 2018, Maria Borzunova va ser guardonada amb el premi Alumni de l'Escola d'Estudis Avançats en Ciències Econòmiques, en la categoria Quart Estat.
També ha estat dues vegades guardonada amb el premi Redkol·léguia per als seus articles sobre els refugiats polítics bielorussos publicats el gener i l'agost del 2021.